# Gau-Algesheim
Gau-Algesheim é uma cidade da Alemanha localizada no distrito de Mainz-Bingen, estado da Renânia-Palatinado. É membro e sede do Verbandsgemeinde de Gau-Algesheim.